# Zamia pygmaea
Zamia pygmaea är en kärlväxtart som beskrevs av John Sims. Zamia pygmaea ingår i släktet Zamia och familjen Zamiaceae. IUCN kategoriserar arten globalt som akut hotad. Inga underarter finns listade i Catalogue of Life.